# Klettstedt
Klettstedt est une commune allemande de l'arrondissement d'Unstrut-Hainich, Land de Thuringe.

## Géographie
| Sundhausen      | Tottleben  |             |
|                 | Klettstedt | Urleben     |
| Bad Langensalza |            | Großvargula |

## Histoire
Klettstedt est mentionné pour la première fois en 874.